# Douglas Marland
Douglas Marland, all'anagrafe Marland Messner (5 maggio 1935 – 6 marzo 1993), è stato un autore televisivo e attore statunitense.

## Gli inizi
Iniziò la sua carriera nel mondo dello spettacolo come attore in due soap opera di Irna Phillips, The Brighter Day e Così gira il mondo (As the World Turns). Nello stesso tempo, lavorava come aiuto-regista per piccole compagnie teatrali.
In seguito, iniziò la sua carriera come autore scrivendo alcuni romanzi polizieschi incentrati sul detective Nick Carter.
Iniziò a scrivere per la tv negli anni settanta e precisamente per la soap opera Destini (Another World), sotto la direzione di Harding Lemay, per il quale vinse il suo primo Emmy. Nel 1975, divenne capo-sceneggiatore per la soap The Doctors.

## Le soap opera

### The Doctors
Nel 1975, la NBC chiese a Marland di sostituire Margaret DePriest come capo-sceneggiatore di The Doctors. Nonostante avesse vinto degli Emmy, la soap opera stava affrontando in quel periodo una crisi negli ascolti. Marland quindi cercò in tutti i modi di risollevare le sorti del serial e vi riuscì, tanto che il suo lavoro ebbe delle ottime critiche. Durante il suo mandato a The Doctors, lo sceneggiatore espanse la famiglia Aldrich, creò un nuovo nucleo familiare, i Dancy e creò nuovi personaggi, ingaggiando molti attori che apportarono grandi benefici: fra gli altri, Armand Assante (Mike Powers), Lois Smith (Eleanor Conrad), Kathy Bates (Phyllis), Carol Potter (Betsy Match) e Jonathan Frakes (Tom Carroll). Fu così che The Doctors toccò l'apice della classifica Nielsen.
Nonostante il successo ottenuto, però, nel 1978 Marland decise di accettare la proposta della ABC e affiancò Gloria Monty alla sceneggiatura di General Hospital, altra soap in crisi e che rischiava fortemente di essere cancellata dai palinsesti.

### General Hospital
Il lavoro di Marland alla soap opera della ABC ancora una volta fu risolutivo per le sorti dello show, tanto da spingere General Hospital ai primi posti della classifica Nielsen (a discapito di The Doctors). Il merito di Marland fu sicuramente quello di aver creato la coppia per eccellenza della soap, Luke e Laura Spencer, coppia che diede inizio a quel fenomeno popolare conosciuto oggi come "supercouple". Altro merito fu la creazione del personaggio della perfida Bobbie Spencer e della famiglia Quatermaine.
Sebbene il lavoro alla soap diede molte soddisfazioni a Marland, lo scrittore rifiutò di trasferirsi a Los Angeles - dove General Hospital veniva prodotto - e abbandonò anche questo show.

### Così gira il mondoeSentieri
Tornato a New York, la CBS gli offrì, solo temporaneamente (13 settimane), il ruolo di capo-sceneggiatore a Così gira il mondo. Grazie all'ottimo lavoro, nel 1979 gli fu offerto lo stesso posto alla guida di Sentieri (Guiding Light). Per quest'ultima, l'autore creò trame e personaggi memorabili. Fu suo merito l'arrivo a Springfield della perfida Nola Reardon, interpretata da Lisa Brown. Nola ebbe un tale effetto sulla storia della soap e sugli spettatori da diventare da lì a poco la protagonista dello show. Altro personaggio importante creato da Marland fu quello di Carrie Todd Marler (Jane Elliott), donna affetta da uno sdoppiamento della personalità. Il personaggio intrigava molto Marland ma nel 1982 fu cancellato dalla soap su ordine del produttore esecutivo Allen M. Potter. Marland allora rassegnò le sue dimissioni come forma di protesta.

### Quando si ama
Subito dopo aver lasciato Sentieri, nel 1983, Marland creò insieme ad Agnes Nixon Quando si ama (Loving). Rimase però alla soap solo per i primi mesi, durante i quali il suo lavoro non fu considerato brillante come i precedenti.

### A New Day in Eden
Durante la stagione televisiva 1982-83, Marland creò la soap A New Day in Eden (trasmessa in Italia negli anni ottanta), per la tv via cavo Showtime. Lo show fu accolto come il primo serial "di nudo", in quanto gli attori recitavano le scene di sesso totalmente senza veli, cosa rara per quegli anni. Il serial infranse molti tabù, mettendo in scena combinazioni perverse di sesso e violenza: tra queste, furono mostrati uno stupro in un granaio, un'aggressione sessuale in una doccia, e una situazione in cui una donna seduceva un'altra donna pur di allontanarla dall'uomo che lei stessa amava. Nonostante le polemiche, il fatto che molti attori erano molto conosciuti dagli spettatori (Jane Elliot aveva recitato in General Hospital e Sentieri, mentre Lara Parker aveva avuto il ruolo di Agelique nella serie-culto Dark Shadows) e che la serie era prodotta e in parte diretta da un'attrice di razza come Susan Flannery, A New Day in Eden durò solo 13 episodi e nel suo cliffhanger di fine stagione lasciò gli spettatori senza risposte (non fu mai rivelata l'identità del serial killer della serie).

### Ritorno aCosì gira il mondo
Nel 1985, Marland fu di nuovo assunto dalla CBS come sceneggiatore di Così gira il mondo. Per questa soap, l'uomo riportò l'attenzione del pubblico sulla famiglia Hughes. Introdusse, poi, un nuovo nucleo familiare, gli Snyder dando una nuova dimensione al personaggio della ricca Lucinda Walsh (Elizabeth Hubbard), legando la famiglia Walsh agli Snyder, attraverso i personaggi di Lily (Martha Byrne), figlia di Lucinda, e Holden Snyder (Jon Hensley). Fu rivelato, in più, che Iva Snyder era la madre biologica della figlia adottiva di Lucinda, Lily. Le storie degli Snyder erano in parte autobiografiche. Marland infatti era cresciuto in una fattoria a West Sand Lake (New York). In molte interviste, lo scrittore sottolineò che soprattutto il personaggio di Seth Snyder era basato sulla sua stessa vita. Seth era il figlio più grande che si era assunto la responsabilità della famiglia alla morte del patriarca, Harvey Snyder. Questo evento ebbe un grande effetto sulle dinamiche della famiglia Snyder e spinse Marland a creare un personaggio forte e indipendente come la matriarca Emma Snyder.
Altro merito di Marland fu quello di introdurre nella storia il primo personaggio gay maschile di una soap opera, Hank Elliott. La sua presenza a Oakdale (cittadina fittizia di Così gira il mondo) fu abbastanza breve (18 mesi) ma innovativa e la soap ruppe un tabù aprendo la strada ad altri serial del genere. Introducendo un personaggio gay, Marland creò personaggi secondari nella storia di Hank, puntando l'attenzione sulle loro reazioni nei confronti dell'omosessualità dell'uomo. In più, quando decise di cancellare il personaggio di Hank dalla soap, Marland pensò di introdurre anche l'argomento AIDS (Hank infatti lasciò Oakdale per prendersi cura del suo amante, Charles, affetto dalla terribile malattia). Gli effetti su critica e pubblico fu molto forte, tanto che l'interprete di Hank, Brian Starcher, fu candidato al Soap Opera Digest Award nel 1990.
Altro personaggio innovativo introdotto da Marland nella soap fu un personaggio asio-americano, figlio di un veterano del Vietnam. In più inserì anche una relazione interrazziale e le relative reazioni negative al matrimonio fra la coppia e la nascita di loro figlio. Nancy Hughes, poi, fu messa in relazione con una ragazza analfabeta afro-americana (interpretata da Lauryn Hill), alla quale Nancy insegnò a leggere e a scrivere. Attraverso il personaggio di Ellie Snyder, invece, Marland introdusse l'argomento aborto, considerato ancora un tabù per una soap opera, e che pèermise di nuovo allo scrittore di mostrare le doppie reazioni dei vari personaggi al soggetto.
Marland rimase alla guida di Così gira il mondo fino al 1993, anno della sua morte dovuta a una complicazione in seguito a un intervento chirurgico all'addome.